# Canthidium trinodosum
Canthidium trinodosum är en skalbaggsart som beskrevs av Karl Henrik Boheman 1858. Canthidium trinodosum ingår i släktet Canthidium och familjen bladhorningar. Inga underarter finns listade.